# Леополдина Мария фон Анхалт-Десау
Леополдина Мария фон Анхалт-Десау (на немски: Leopoldine Marie Prinzessin zu Anhalt-Dessau; * 12 декември 1716, Ораниенбаум/Десау; † 27 януари 1782, Колберг (Колобжег), Полша) от род Аскани, е принцеса от Анхалт-Десау и чрез женитба маркграфиня на Бранденбург-Швет.

## Биография
Тя е дъщеря (деветото дете) на пруския генерал-фелдмаршал княз Леополд I фон Анхалт-Десау (1676 – 1747) и съпругата му Анна Луиза Фьозе (1677 – 1754), имперска княгиня от 1701 г., дъщеря на дворцовия аптекар в Десау Рудолф Фьозе (1646 – 1693) и съпругата му Агнес Оме († 1707).
По заповед на пруския крал Фридрих II тя е заточена през 1751 г. в Колберг. Нейният дворец в Швет е използван след 1788 г. като лятна резиденция.
Тя умира на 27 януари 1782 г. на 65 години в Колберг, Полша, и е погребана там.

## Фамилия
Леополдина Мария фон Анхалт-Десау се омъжва на 13 февруари 1739 г. в Десау за последния маркграф Хайнрих Фридрих фон Бранденбург-Швет (* 21 август 1709; † 12 декември 1788), син на маркграф Филип Вилхелм фон Бранденбург-Швет (1669 – 1711) и принцеса Йохана Шарлота фон Анхалт-Десау (1682 – 1750). Те имат две дъщери:
- Фридерика Шарлота фон Бранденбург-Швет (* 18 август 1745, Берлин; † 23 януари 1808, Херфорд), последната княжеска абатиса на Херфорд (1764 – 1802)
- Луиза фон Бранденбург-Швет (* 10 август 1750, Берлин; † 21 декември 1811, Десау), омъжена на 25 юли 1767 г. в дворец Шарлотенбург, Берлин, за братовчед си принц Леополд III фон Анхалт-Десау (1740 – 1817)

Нейният съпруг Хайнрих Фридрих фон Бранденбург-Швет има незаконен син с Мария Магдалена Краман, направена фрайфрау фон Щолтценберг (1782 – 1845).